# Sátorhely
Sátorhely es un pueblo ubicado en el distrito de Mohács, en el condado de Baranya, Hungría.

## Superficie
Posee una superficie de 17,60 kilómetros cuadrados.

## Demografía
Hasta 2019 la población era de 588 habitantes, con una densidad de población de 33,41 habitantes por kilómetro cuadrado.